# Setodes parisamchuddha
Setodes parisamchuddha är en nattsländeart som beskrevs av Schmid 1987. Setodes parisamchuddha ingår i släktet Setodes och familjen långhornssländor. Inga underarter finns listade i Catalogue of Life.